# 小山弘訓
小山 弘訓（こやま ひろのり、1972年2月5日 - ）は、日本の男性俳優。 兵庫県出身。血液型B型。
特技は殺陣、乗馬、アクション、剣道、居合道、古武術、人工芝施工。小型船舶一級免許、ホームヘルパー2級、普通自動車免許、中型二輪免許の資格を持つ。趣味は乗馬、富士登山、獅子舞、マラソン。

## 出演

### 映画
- 「まむしの兄弟（1997年、監督:村川透）
- 「銃声 LAST DROP OF BLOOD（2003年、監督:秋元康）
- 「裁判長!ここは懲役4年でどうすか（2010年、監督:豊島圭介）
- 「SPACE BATTLE SHIP ヤマト」（2010年、監督:山崎貴）
- 「日本のいちばん長い日」（2015年、監督:原田眞人）
- 「化け物と女」（2017年、監督:池田暁）
- 「武蔵ーむさしー」（2019年、監督:三上康雄）
- 「峠 最後のサムライ」（2020年、監督:小泉堯史）
- 「きまじめ楽隊のぼんやり戦争」（2021年3月26日公開予定、監督:池田暁）
- 「昊士会短編映画　生き様」（2021年、監督：黒虫）
- 「短編映画　不肖」（2021年、監督：黒虫）
- 「ファミリア」（2023年、監督：成島出）
- 「ゴールデンカムイ」（2024年、監督：久保茂昭）
- 「雪の花」（2025年、監督：小泉尭史）

### TV
- 「はみだし刑事・情熱系」（1996年、テレビ朝日）
- 「世にも奇妙な物語-ゴリラ-」（1996年、フジテレビ）
- 「とんねるずの生でダラダラいかせて～逃亡者～」高倉くん（1998年、日本テレビ）
- 「救命病棟24時」第1話(2001年、フジテレビ)
- 金曜エンタテイメント「黒い10人の女」市川崑監督作品（2002年、フジテレビ）
- 「恋愛偏差値 第3章-彼女の嫌いな彼女-第4話」（2002年、フジテレビ)
- 「顔」第8話（2003年、フジテレビ)
- 「ガチンコ」（TBS）
- 「共犯者」（2003年、日本テレビ）
- 「ファイアーボーイズ め組の大吾」（2004年、フジテレビ）
- 月曜ミステリー劇場(TBS）
  - 「外科医零子3」（2004年）
  - 「財務捜査官 雨宮瑠璃子」（2004年）
- 「アットホーム・ダッド」（2004年、関西テレビ）
- 「東京湾景」第10話（2004年、フジテレビ）
- ディズニードラマスペシャル「星に願いを〜七畳間で生まれた410万の星〜」（2005年8月、フジテレビ）
- 「積木くずし真相～哀しい家族の最終章～」前編（2005年9月、フジテレビ）
- 「救命病棟24時準レギュラー（2005年、フジテレビ）
- 「エンジン」準レギュラー（2005年、フジテレビ）
- 金曜エンタテイメント「熱血シングル・ファザー〜新聞記者・新庄圭吾の事件ファイル〜2」（2005年、フジテレビ）
- 「危険なアネキ」第6話（2005年、フジテレビ）
- 「2ndハウス」レギュラー（2006年1月、テレビ東京）
- ドラマスペシャル「氷点」（2006年、テレビ朝日）
- 水曜ミステリー9「復讐するは我にあり」（2007年3月、テレビ東京）
- 「鹿男あをによし」第4話・第5話（2008年2月、フジテレビ）
- 「秘書のカガミ」第2話（2008年4月、テレビ東京）
- 「鯨とメダカ」（2008年5月、フジテレビ）
- 「Tomorrow～陽はまたのぼる～」第6話（2008年8月、TBS）
- 「氷の華」後編（2008年9月、テレビ朝日）
- 「コード・ブルー」第10話（2008年09月、フジテレビ）
- 「あるがままの君でいて」（2008年11月、TBS）
- 「不毛地帯」第4話（2009年11月、フジテレビ）
- 「勝俣州和の地球と遊ぼう!ぼくらのてっぺん」(2009年、CS朝日)
- 「月の恋人」第1話～第3話（2010年5月、フジテレビ）
- ドラマWスペシャル「なぜ君は絶望と闘えたのか」（2010年10月、WOWOW）
- 「ジャガイモン」（2011年、CS朝日）
- 月曜ゴールデン（TBS）
  - 十津川警部シリーズ44～特急ソニック殺人事件～（2011年4月）
  - 「警視庁鑑識課〜南原幹司の鑑定〜」
    - 2「美しき女性杜氏の秘められた過去と連続殺人!残された米と花粉は父から娘へ悲しみのメッセージ」（2011年11月28日）
    - 3「DNA鑑定の落とし穴!?殺人現場に残る血痕は完全アリバイを持つ人物のものだった…最新科学捜査の限界か? 救いは姉妹の愛」（2013年8月19日）
- 「全開ガール」（2011年7月、フジテレビ）
- 「おくさまは18歳」第3話（2011年9月、CS放送フジテレビ）
- 「最後から二番目の恋」（2012年1月、フジテレビ）
- 日曜劇場「運命の人」（2012年1月、TBS）
- 日曜劇場「家族ノカタチ」（2016年3月、TBS）
- 「リーガル・ハイ」第9話（2012年6月、フジテレビ）
- 「ジャガイモン」＃83「THE 天然記念人」（2012年5月、CSテレビ朝日）
- 「最後から二番目の恋2012秋」（2012年11月、フジテレビ）
- 「ダンダリン 労働基準監督官」第8話（2013年11月、日本テレビ）
- 土曜プレミアム「星新一ミステリーSP」（2014年2月、フジテレビ）
- 「失恋ショコラティエ」第6話・第7話（2014年2月、フジテレビ）
- 「トクボウ 警察庁特殊防犯課」第7話（2014年5月、日本テレビ）
- 「続・最後から二番目の恋」セミレギュラー（2014年4月～6月、フジテレビ）
- 「探偵の探偵」第8話（2015年8月、フジテレビ）
- 「癒し屋キリコの約束」第32話（2015年9月、フジテレビ）
- 「とと姉ちゃん」第68話・第69話（2016年6月、NHK）
- 金曜ナイトドラマ「グ・ラ・メ!〜総理の料理番〜」第2話（2016年7月、テレビ朝日）
- 「ラストコップ」第1話（2016年10月、日本テレビ）
- NHK BS時代劇「螢草 菜々の剣」第7話（2019年9月、NHK）
- 「ランチ合コン探偵 〜恋とグルメと謎解きと〜」第6話（2020年2月、読売テレビ・日本テレビ系)
- NHK大河ドラマ「麒麟がくる」（2021年、NHK）
- NHK大河ドラマ「青天を衝け」第8、10，12話（2021年、NHK）
- NHK大河ドラマ「鎌倉殿の13人」第6，8，9，10，16，18話（2022年、NHK）
- NHKドラマ10「大奥」（2023年）
- 「ブラッシュアップライフ」第9話（2023年、日本テレビ）
- NHK大河ドラマ「光る君へ」第9，12，13話（2024年、NHK）
- 「Believe　ー君にかける橋ー」第2話（2024年、テレビ朝日）

### CM
- ベネッセ
- 旭化成
- 明星食品
- 三菱電機ビルテクノサービス
- NTT東日本
- 日本テレコム
- 日清食品
- フェデックス・コーポレーション
- キリンビール
- 三菱自動車工業
- 東京ガス
- リクルート

### Vシネマ
- 「ハードボイルド」(1997年)
- 「鯨道」

### ナレーション
- 静岡朝日テレビ「山あいの小さな小さな小学校」ナレーション（2015年5月）※「ものづくりネットワーク大賞」最優秀賞受賞

### 舞台
- 「98総決算フルパワー炸裂!タカシ君お帰りセレクション」（1998年12月、カンダパンセホール）「旗揚げ公演」（1998年10月、スペース107）
- 「明るい幸せ家族計画」（2000年4月、スペース107)「ごめんね」（1999年4月、四谷区民ホール）
- 「キッド and Kid。」（2001年2月、シアターモリエール）
- 「狂った果実」（2001年5月、恵比寿・エコー劇場）
- 「サンク DE 乾杯」（2001年8月、恵比寿・エコー劇場）
- 「ここに幸あり?」（2002年9月、東京芸術劇場小ホール2）*池袋演劇祭優秀賞受賞
- 「ひふみ」（2003年3月、恵比寿・エコー劇場）
- 「沈黙の反対」（2003年7月、下北沢「劇」小劇場）
- 劇団ジンギスファーム「123(ひふみ)」(2004年4月、三軒茶屋・シアタートラム）
- バンビ座「M87」（2003年12月25日～12月28日、下北沢・駅前劇場）
- テーブルタップ プロデュース「ヘソ曲がり紳士録」（2004年8月、下北沢「劇」小劇場）
- 近松バイオレンス・崔版「女殺油地獄」演出:崔洋一（2004年12月、新宿シアターアプル）
- 劇団方南ぐみ「コケコッコー!～だから女はやめられない～」（2005年、銀座小劇場）
- 女王陛下十二月公演「秘密の花園」（2005年12月、下北沢・駅前劇場）
- 劇団方南ぐみ「第十七ホモ収容所～誰がのんけだ!～」（2005年10月、下北沢・駅前劇場）
- 突び出せ★怪人社!!公演「ガラスのメカ」（2006年8月、大塚・萬劇場）
- 劇団方南ぐみ「あたっくNO.1」（2007年1月、広島呉市民会館、新大阪KOKO PLAZA、東京BIG TREE THEATER）
- あんぽんたん組合 旗揚げ公演「昭和三部作第一弾　ザギンの野暮天」（2007年6月、赤坂RED/THEATER）
- お台場冒険王『わかちょサスペンス劇場』（2007年7月～8月、フジテレビ内7階庭園特設ステージ）
- 方南ぐみ×劇団EXILE「あたっくNo.1」（2012年8月～9月、新国立劇場中劇場）
- 方南ぐみ×劇団EXILE「あたっくNo.1」（2013年8月～9月、青山劇場）
- ENGEKI GENE「龍馬奇 譚Ⅲ」～哀愁の清水湊～」（2018年1月、シアターグリーン）

### 殺陣演武
- 岐阜県馬籠観光協会 昊士会 殺陣の演舞（2018年11月23日）
- 第48回　信玄公祭り　久世七曜会殺陣演武披露（2019年4月6日）
- 独立行政法人日本学生支援機構主催第47回東京国際交流館国際塾WHAT IS [TATE ] ～[TATE]とは～（2019年7月6日）
- 立春会主催栃木県足利市節分鎧年越祭鎧行列にて昊士会殺陣演武披露（2020年2月3日）
- 学校法人Adachi学園グループ専門学校名古屋ビジュアルアーツ主催SPドリームキャンパス昊士会殺陣演武動画配信（2020年6月）
- 第97回　新潟謙信公祭　武田騎馬兵役　（2022年８月、新潟県上越市）
- 第49回　信玄公祭り　久世七曜会殺陣演武披露（2022年10月、長野県甲府市）
- 第9８回　新潟謙信公祭　武田騎馬兵役  （2022年８月、新潟県上越市）
- 第50回　信玄公祭り　久世七曜会殺陣演武披露（2023年10月、長野県甲府市）

### 配信
・「七夕の国」Disney+　ディズニープラス　オリジナルドラマシリーズ（2024年）

### PV
・畑亜貴　「眠りの大使　AYAKASHI ver.」鎧騎馬武者役　（2021年）
・畑亜貴　「鬼の時守」鬼役　（2022年）

### その他
- フジテレビ「即興ゲーム!芸能界アクトリーグ王」 融合チーム（2009年03月）